# XV distrito de París
El XV distrito de París (15.° distrito de París), también conocido como distrito de Vaugirard, es uno de los veinte distritos de los que se compone la capital francesa. Está situado en la orilla izquierda del río Sena. 
En este distrito se encuentra el mayor rascacielos de la ciudad: la Torre Montparnasse y la vecina estación de París Montparnasse. Al bordear el río Sena comparte con el XVI distrito hasta seis puentes. Erea muy conocido 

## Administración

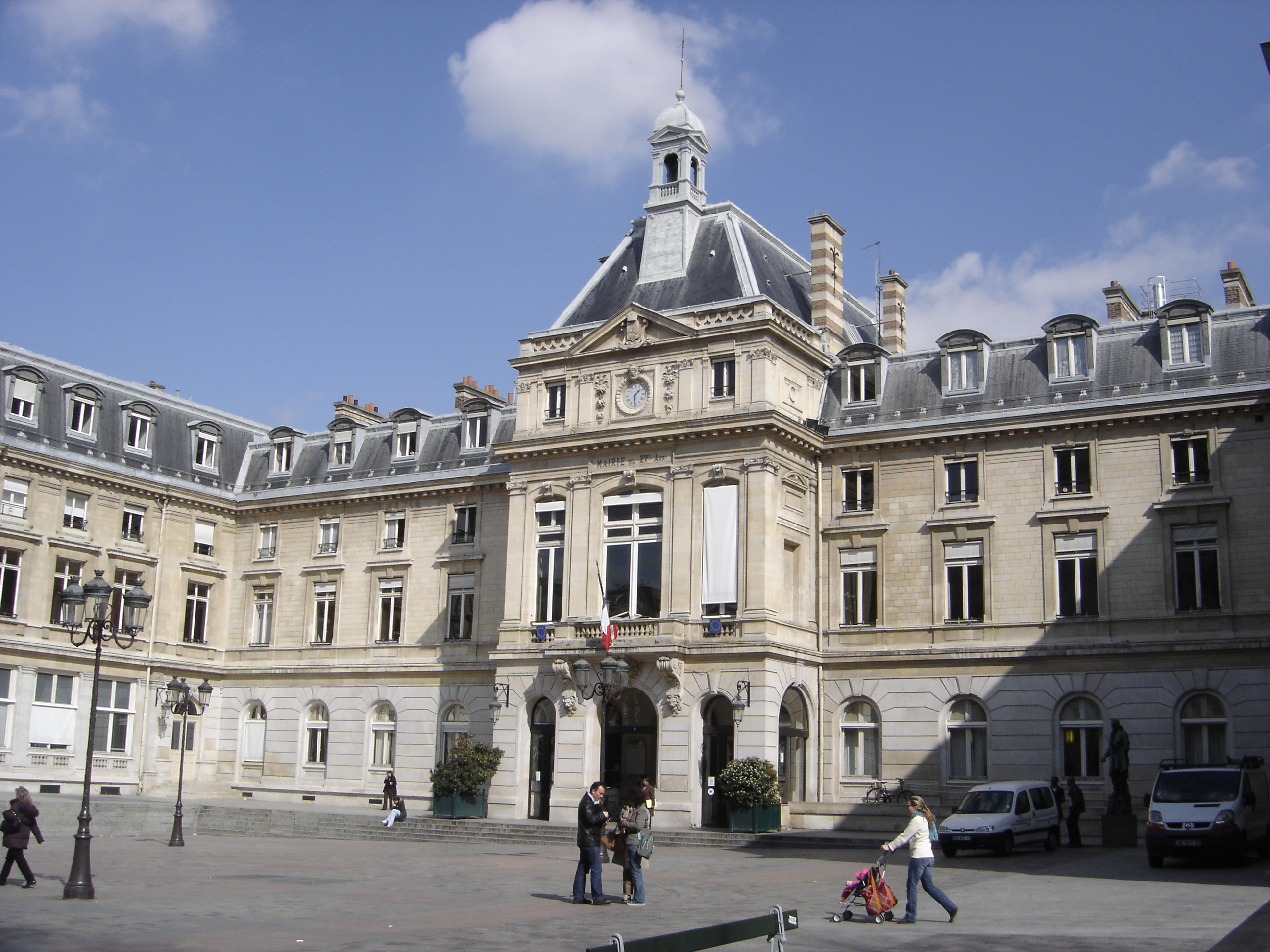
Alcaldía del XV distrito.

El distrito está dividido en cuatro barrios:
- Barrio Saint-Lambert
- Barrio Necker
- Barrio de Javel
- Barrio de Grenelle

Su alcalde actual es Philippe Goujon (UMP). Fue elegido en 2014 por seis años.

## Demografía

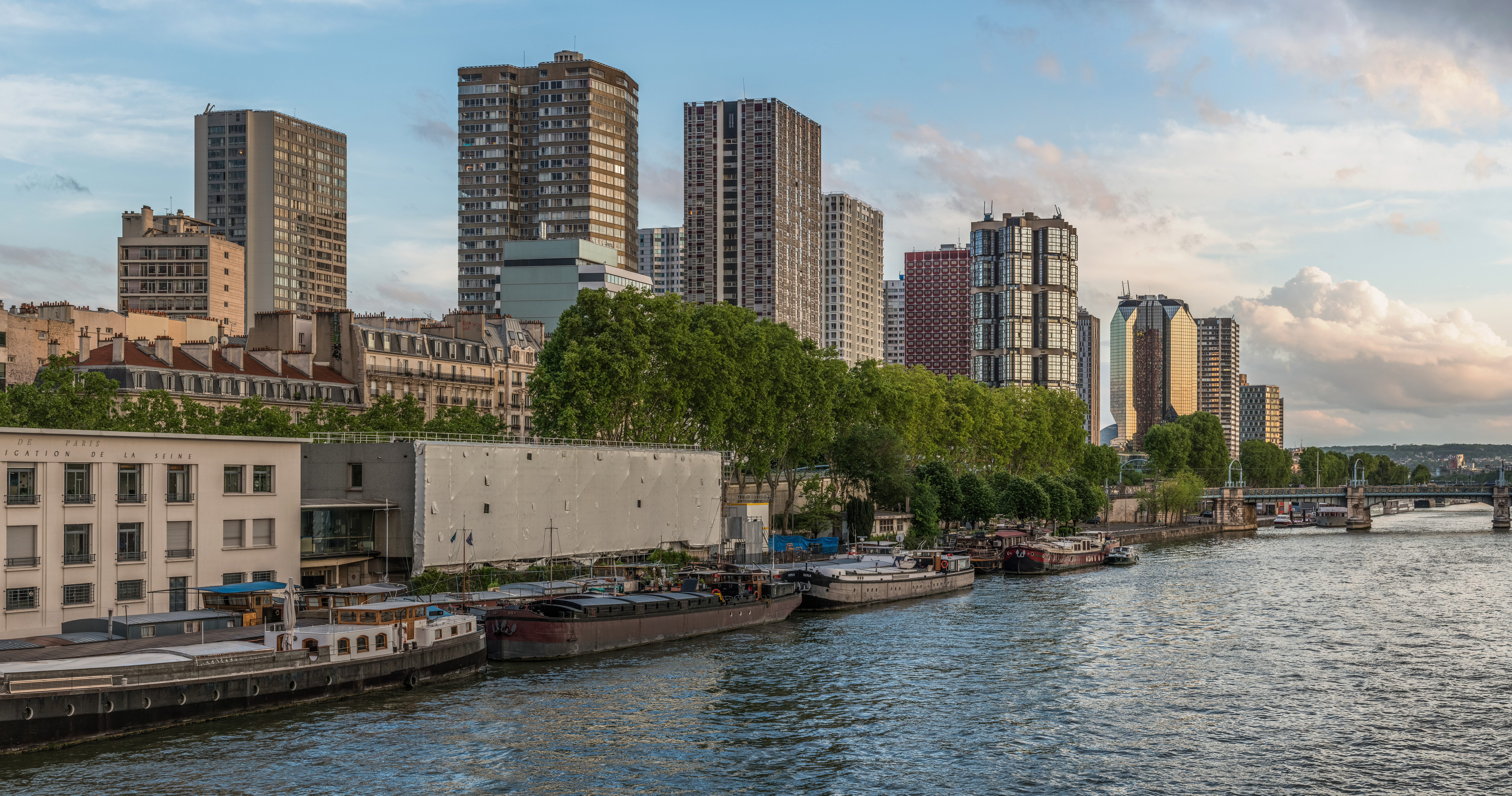
Vista del distrito sobre el Sena.

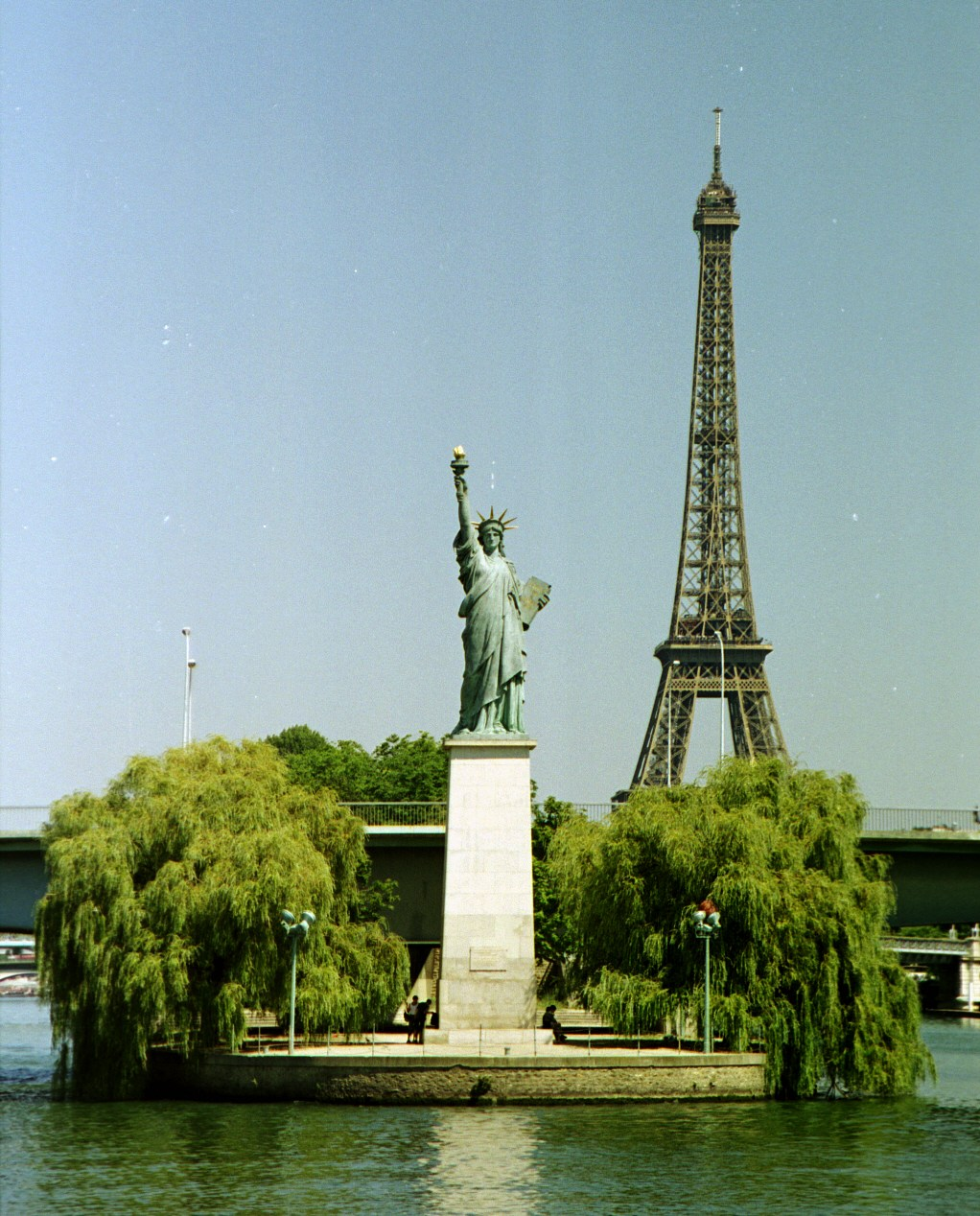
Réplica de la Estatua de la Libertad

El distrito contaba en el último censo de 1999 con 225 362 habitantes sobre una superficie de 848 hectáreas, lo que representa una densidad de 26 576 hab/km². Esos datos le convierten en el Distrito más poblado de la capital.
| Año (censo nacional)     | Población | Densidad (hab. por km²) |
| ------------------------ | --------- | ----------------------- |
| 1962 (pico de población) | 250 551   | 29 470                  |
| 1968                     | 244 080   | 28 709                  |
| 1975                     | 231 301   | 27 205                  |
| 1982                     | 225 596   | 26 534                  |
| 1990                     | 223 940   | 26 340                  |
| 1999                     | 225 362   | 26 507                  |

## Economía
El distrito tiene la sede de Hachette.

## Lugares de interés
- Museos
  - Museo Antoine Bourdelle
  - Museo  Pasteur

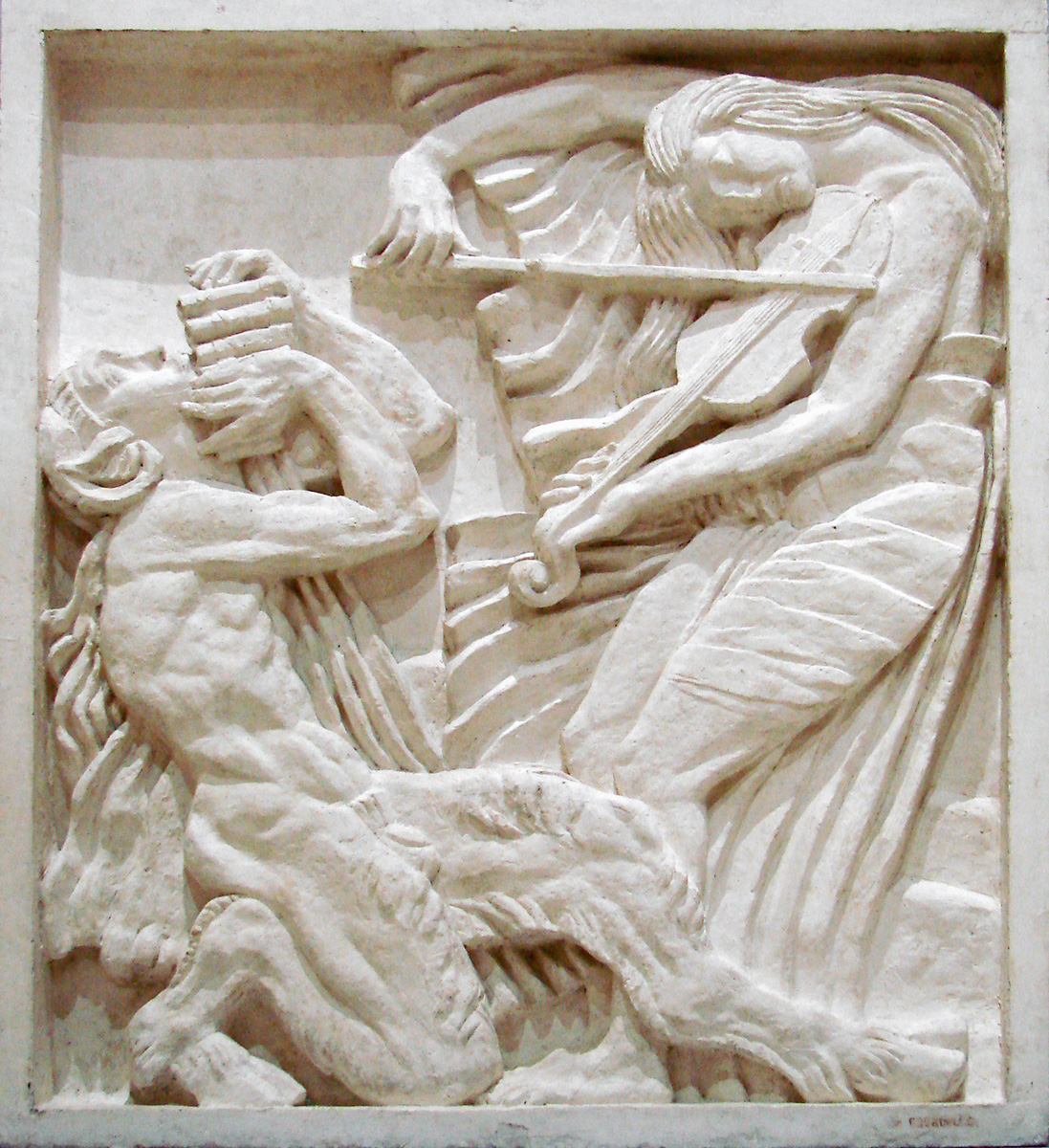
La musique (Musée Bourdelle)

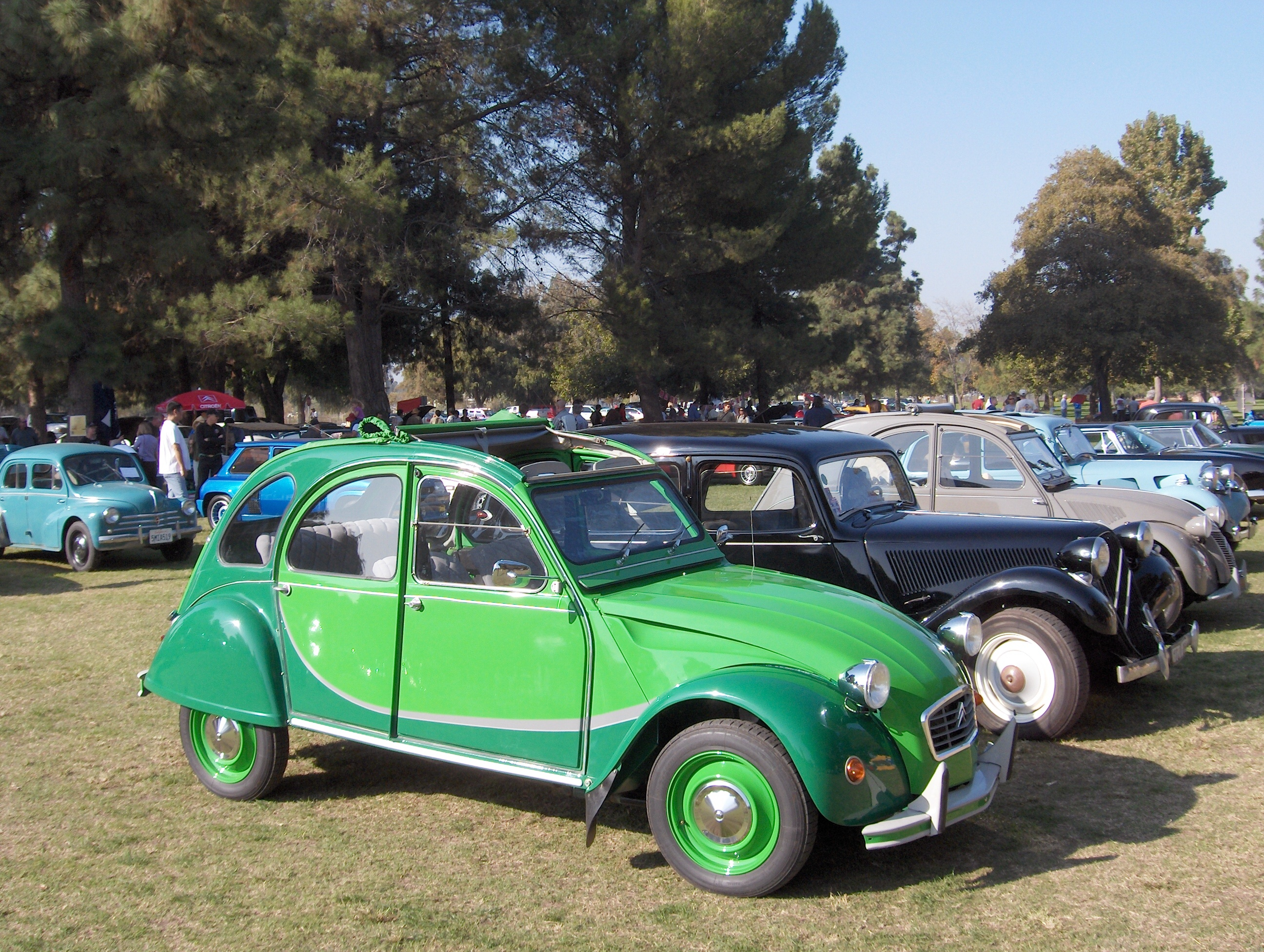
Modelos Citroën

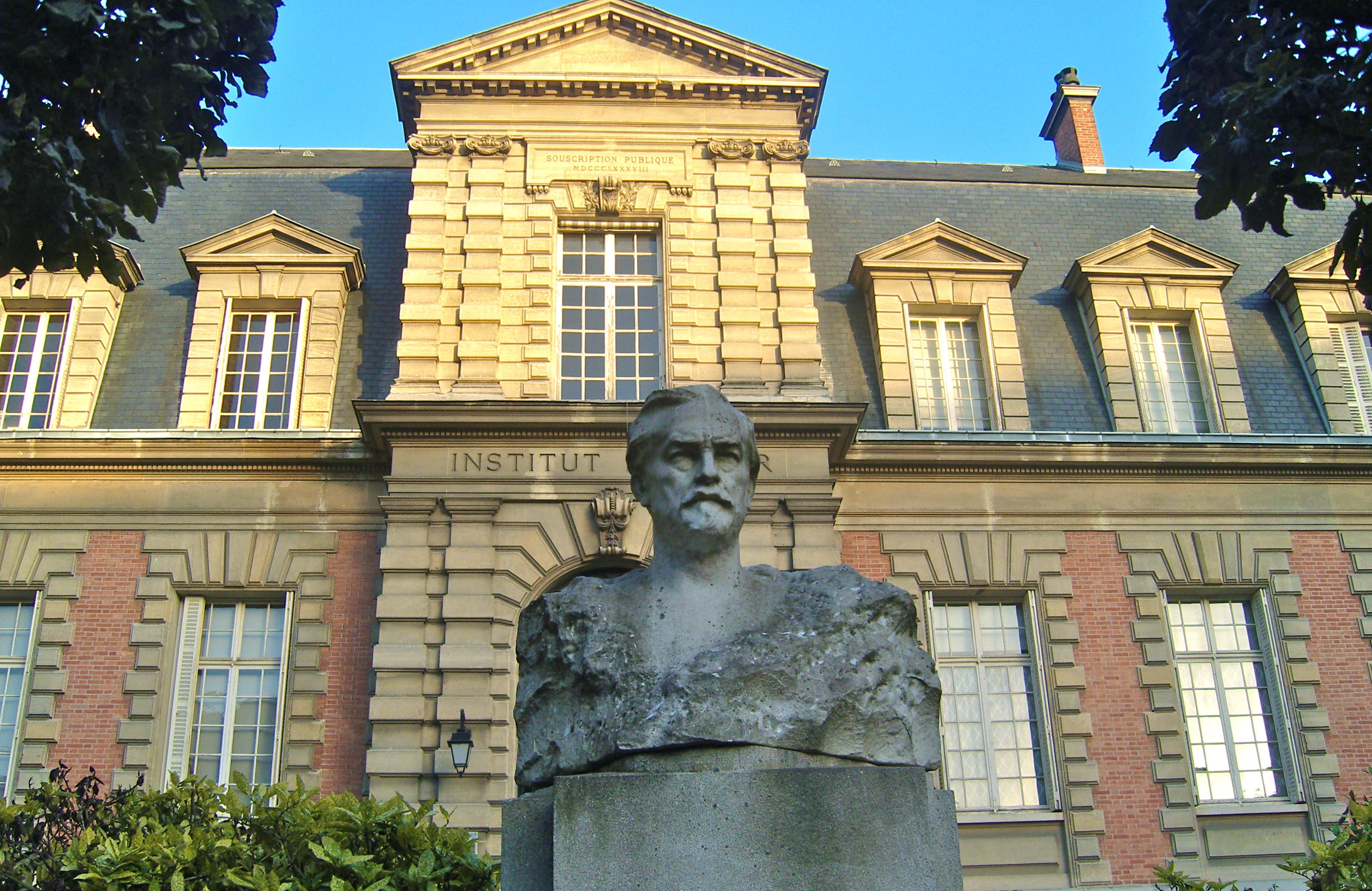
Museo Pasteur

  - Museo Mendjisky, Escuela de París (arte) (cerrado permanentemente)
- Iglesias
  - Iglesia de Notre Dame de la Salette
- Estaciones de tren:
  - Estación de París Montparnasse

- Rascacielos:
  - Torre Montparnasse

- Hospitales e institutos científicos:
  - Hospital europeo Georges-Pompidou
  - Hospital Necker
  - Instituto Pasteur

- Parques:
  - Parque Georges Brassens
  - Parque André Citroën

- Teatros y salas de espectáculos:
  - Teatro Silvia-Monfort
  - Palais des Sports (Usado principalmente para conciertos y espectáculos)

- Puentes:
  - Puente de Bir-Hakeim
  - Puente Rouelle
  - Puente de Grenelle
  - Puente Mirabeau
  - Puente de Garigliano
  - Puente aval